# Athos-Strohblume
Die Athos-Strohblume (Helichrysum sibthorpii Rouy, Syn. Helichrysum virgineum (Sm.) Griseb. non DC.) ist eine Pflanzenart aus der Familie der Korbblütler (Asteraceae).

## Beschreibung
Die Athos-Strohblume ist eine horstförmig wachsende, ausdauernde, am Grund verholzte Pflanze, die Wuchshöhen von 5 bis 17 Zentimeter erreicht und eine dichte, wollige, weißliche oder gräuliche, drüsenlose Behaarung hat. Die Grundblätter messen 15 bis 70 × 7 bis 22 Millimeter und sind verkehrteiförmig-spatelig und stumpf. Die fünf bis neun Stängelblätter sind lineal-spatelig, spitz und viel kleiner.
Die Körbe stehen einzeln oder seltener in einem Ebenstrauß zu zweit bis dritt (selten zu viert). Sie sind kurz gestielt und haben einen Durchmesser von 1,5 bis 2 Zentimeter. Die Hüllblätter sind weiß, eiförmig-länglich, stumpf und locker dachziegelförmig angeordnet.
Die Blütezeit reicht von Juni bis August.
Die Chromosomenzahl beträgt 2n = 28 oder 28+0-1B.

## Vorkommen
Die Athos-Strohblume ist ein Endemit des Berges Athos und besiedelt alpine Kalkfelsspalten in Höhenlagen von 1750 bis 2000 Meter.